# Festus Mogae
Festus Gontebanye Mogae, né le 21 août 1939 à Serowe, est un homme d'État botswanais, président de la république du Botswana du 1er avril 1998 au 1er avril 2008.

## Biographie
Après des études d'économie à l'université d'Oxford, Mogae devient fonctionnaire dans des institutions financières telles le FMI et la Banque du Botswana. Il devient vice-président du Botswana en 1992 après la démission de Peter Mmusi et par conséquent dauphin du président de l'époque, Ketumile Masire. Il lui succède à présidence le 1er avril 1998.
Au cours de sa présidence, Mogae diversifie l'économie de son pays et contribue à assurer la prospérité du Botswana. Il voue une large partie du budget national à la lutte contre le SIDA, qui ravage le pays. Toutefois, Mogae est également critiqué par les organisations internationales de défense des droits de l'Homme, pour avoir tenté d'expulser des bushmen San de leurs terres ancestrales du désert du Kalahari.
Mogae démissionne du poste de président le 1er avril 2008, laissant la place à son vice-président Seretse Ian Khama, l'élection suivante étant prévue pour octobre 2009.

## Décoration
Le 20 mars 2008, il est élevé à la dignité de grand-croix de la Légion d'honneur par le président français Nicolas Sarkozy.